# Memoria
Memoria (latin minne) är den fjärde delen i retorikens parteslära, de övriga delarna är inventio, dispositio, elocutio och actio. Memoria är den del i partesläran som bygger på att talaren ska lära sig sitt tal utantill, alltså att memorera ett tal.

## Historia
I antikens Grekland, där retoriken växte fram, var talekonsten högt värderad.  Antikens talare, även kallat retorer, var tvungna att lära sig sina tal utantill. Dels fanns det inte samma tekniska hjälpmedel som vi har idag (exempelvis powerpoint eller overhead) och dessutom var det inte alltid möjligt att ha sina tal nedskrivna, men det berodde även på att goda talare förväntades kunna leverera sina tal utantill. Därav utvecklades flera minnestekniker, det var en nödvändig arbetsmetod då talaren behövde lära sig såväl långa som korta tal utantill. Att memoria var en viktig del för antikens talare syns i litteratur från bland annat Aristoteles som skrev om minnet och minnestekniker i De memoria et reminiscentia, även den anonyma romerska handboken Ad Herennium innehåller en rad olika minnestekniker.
Quintilianus hävdar att utantillinlärning endast ska ske med redan framförda tal. Att lära sig andras tal, bevingade uttryck och ordspråk gav talaren ett rikare ordförråd och talaren ett större tillfälle att finna och träffa kairos.
Det finns många teorier om hur ett gott minne bör införskaffas. Det som är mest spektakulärt är medeltidens munkar som trodde och ansåg att intag av mat samtidigt som man läste in sin text var den bästa kombinationen för att minnas.

## Nutid
Idag är vi inte lika bundna av att kunna tal utantill, men varje professionell talare vet att ett tal blir bättre om man pratar fritt och inte är bunden till ett manus, därför är det fortfarande aktuellt att man tar hjälp av olika minnestekniker för att möjliggöra inlärningen. Ju vanare talare man är desto bättre blir man på att lära sig tal utantill, men även en van talare bör öva inför ett nytt framförande. Det kan finnas speciella passager eller stilfigurer i ett tal som är extra viktiga eller svåra att memorera och därför kräver övning. Ju mer man övar desto lättare blir det att använda sig av olika minnestekniker.

## Exempel på minnestekniker
Initialförkortningar: Man skapar ord som består av begynnelsebokstäverna i talets viktigaste delar och kan då komma ihåg talet genom att minnas vad förkortningarna står för.
Bilder: Man skapar mentala bilder som representerar huvudpunkterna i talet, för att komma ihåg talets ordning kan man göra en berättelse av bilderna.
Platser: Precis som föregående, men istället för bilder kopplar man ihop huvudpunkterna med platser, det kan vara rum i ett hus som man går igenom för att komma ihåg hela talet.
Disposition: Disponera talet logiskt och dela upp talet i olika delar. Istället för att memorera ett helt tal kan man då memorera en del i taget.
Stödord: Är man osäker och har svårt för att memorera ett helt tal kan man skriva ner några stödord och ta med sig under framförandet. Det är då viktigt att hålla sig till stödord så att man inte riskerar att läsa hela meningar innantill, dessutom bör man tänka på att inte använda papper som prasslar eller på något sätt får publiken att tänka på pappret och inte talaren.